# Петцелл, Оке
Петцелл, Оке (родился 3 июля 1901 года в Буросе, умер 23 августа 1957 года в Лунде) – шведский философ.
Семья Петцелл родом из Любека. 
Защитил докторскую диссертацию «Концепция врожденных идей в философии XVII в. с особым вниманием к критике Джона Локка», под руководством Мальте Якобссона (1928, 221 стр.). 
Сотрудничал с Эрнстом Кассирером в деле продвижения и защиты идей венского кружка в скандинавских странах. 
Петцелл был профессором практической философии в Лундском университете в 1939–1957 годах. Он основал философский журнал Theoria, который издается до сих пор. Он также основал Международный институт философии.
Оке Петцелл был братом Эрика Петцелля. Был женат на Астрид Экман (1901–2001), дочери Фредрика Густава Экмана. Их дети - историк Мари Нордстрём и журналистка Софи Петцелл. 